# Vidal Ramos
Vidal Ramos là một đô thị thuộc bang Santa Catarina, Brasil. Đô thị này có diện tích 339,068 km², dân số năm 2007 là 5981 người, mật độ 17,2 người/km².